# Трећа коалиција
Трећа коалиција је била коалиција Велике Британије, Аустрије, Русије, Напуљске краљевине и Шведске против Француске за време Наполеонских ратова. Трећа коалиција је била успешна у рату против Наполеона на мору, али у бици код Аустерлица доживели су тежак пораз, па се колаиција распала. Овај европски сукоб је трајао од 1805. до 1806. године.
Наполеон је планирао инвазију Уједињеног Краљевства још од мира у Амијену 1802. Сакупио је преко 150.000 добро обучених војника у Булоњи, на северу Француске, да би каснијим придруживањем нових трупа ова бројка порасла на скоро 350.000 војника. Ипак требало је да постигне поморску надмоћ да би могао извршити инвазију, или бар је требало да одвуче британску морнарицу од Ламанша током инвазије. Покушао је комплексним плановима којима би одвратио пажњу Велике Британије угрожавајући њихове интересе у Карибима. Одустао је од плана одвраћања пажње када је британска флота остварила тактичку победу код рта Финистер над француско-шпанском флотом под адмиралом Виленевом. Виленев је био блокиран у Кадизу, а затим је кренуо према Напуљу 19. октобра 1805. Међутим Хорације Нелсон га је ухватио и победио у бици код Трафалгара 21. октобра 1805. Дотад је Наполеон већ одустао од планова о инвазији Велике Британије и окренуо се још једном континенталној Европи.
Коалиција је настојала да оствари предност концентрацијом Наполеонових снага у Булоњи, па су правили планове о нападу на Италију и Баварску. Савезничке армије су се организовале у Немачкој и Италији. Док је чекао на руску армију под вођством Михаила Кутузова, аустријски генерал Карл Мак фон Лајберих је извршио инвазију Баварске. Баварска војска је била Наполеонов савезник и била је присиљена да се повлачи и из Минхена. Наполеон је са својом војском кренуо убрзано према Рајни. Прешао је Рајну крајем септембра и кренуо је око десне стране Лајберихове војске и опколио је аустријску војску у Улму. Спречавао је све напоре аустријске војске да се прегрупише и одсекао је Улм од Аустрије и присилио је на тај начин Лајбериха на капитулацију у октобру. Кутузов је био на аустријско-баварској граници и вратио се преко Беча у Моравску по појачања. Наполеон је кренуо северно и нашао је добру обрамбену позицију у Аустерлицу. Битка код Аустерлица је била 2. децембра 1805. Наполеон је навукао савезнике да нападну, стварајући илузију да му је десно крило јако слабо. Савезници су покушали да изведу опкољавање, али били су преспори, допуштајући Наполеону да удари у њихов центар и да их растера са бојишта. Французи су у тој бици остварили одлучну победу.
Аустријска војска у Италији и надвојвода Карло повукли су се без битке након француских победа код Улма и Аустерлица. Аустрија је престала бити савезниик у Трећој коалицији. Пожунским миром Аустријско царство је морало предати део земаља Наполеоновим немачким савезницима, морала је одустати од Италије и платити велику ратну одштету. После Наполеонове победе код Аустерлица ствара се Рајнска конфедерација (звана и Рајнски савез), савез немачких држава, који је замишљен као бафер зона између Француске и остатка Европе. Свето римско царство је престало постојати 1806 године.
За три месеца французи су заузели Беч, десетковали аустријску и руску војску и пореметили структуру моћи у Европи јер се дуго није десило да непријатељска војска држи неку велику европску престоницу. Пруска, која није учествовала у овој колалицији је овај поремећај моћи у Европи схватила као увреду за свој статус главне силе и већ следеће године ушла у рат са Француском.